# Římskokatolická farnost Dolní Ročov
Římskokatolická farnost Dolní Ročov (lat. Rothschovium) je církevní správní jednotka sdružující římské katolíky na území osady Dolní Ročov a v jejím okolí. Organizačně spadá do lounského vikariátu, který je jedním z 10 vikariátů litoměřické diecéze.  Centrem farnosti je kostel Nanebevzetí Panny Marie v Dolním Ročově.

## Historie farnosti
Matriky jsou v místě vedeny od roku 1654. Farnost byla kanonicky zřízena v roce 1675. Do té doby byla plebánií augustiniánského kláštera.

### Duchovní správcové vedoucí farnost
Začátek působnosti jmenovaného v duchovní správě farnosti od:
- 1. 9. 1992 Werner Horák, admin. exc. z Loun
- 1. 1. 2020 Vít Machek, admin. exc. z Loun
- 15. 3. 2023 Lukáš Hrabánek, admin. exc. z Loun
- 1. 10. 2023 Wojciech Szostek, admin. exc. z Loun[3]

## Území farnosti
Do farnosti náleží území obce:
- Dolní Ročov (Unter-Rotschau[4])[p 1]
- Kroučová (Krautsch[4])[p 1]
- Pochvalov (Lobenau[4])[p 1]
- Třeboc (Trebotz[4])[p 1]
- Úlovice (Aulowitz[4])[p 1]

K roku 1949 se k farnosti řadily ještě: Bdín, Kalivody, Kolešovice, Kounov, Milý, Mšec, Mutějovice a Srby.

## Římskokatolické sakrální stavby na území farnosti
| | Fotografie | Stavba                         | Místo       | Bohoslužby                      | Zeměpisné souřadnice             | Status          | Číslo kulturní památky           |
| Kostely | Kostely    | Kostely                        | Kostely     | Kostely                         | Kostely                          | Kostely         | Kostely                          |
| --- | ---------- | ------------------------------ | ----------- | ------------------------------- | -------------------------------- | --------------- | -------------------------------- |
| 1. |            | Kostel Nanebevzetí Panny Marie | Dolní Ročov | bližší informace o bohoslužbách | 50°14′55″ s. š., 13°46′46″ v. d. | farní kostel    | 43254/5-1389 (Pk•MIS•Sez•Obr•WD) |
| 2. |            | Kostel sv. Markéty             | Kroučová    | bližší informace o bohoslužbách | 50°12′26″ s. š., 13°46′55″ v. d. | filiální kostel | 12102/2-4214 (Pk•MIS•Sez•Obr•WD) |
| Kaple |            |                                |             |                                 |                                  |                 |                                  |
| 3. |            | Kaple sv. Vojtěcha             | Třeboc      | bližší informace o bohoslužbách | 50°12′55″ s. š., 13°45′ v. d.    | kaple           | 12104/2-4215 (Pk•MIS•Sez•Obr•WD) |
| 4. |            | Kaple sv. Antonína Paduánského | Úlovice     | bližší informace o bohoslužbách | 50°15′52″ s. š., 13°47′32″ v. d. | kaple           | —                                |
| 5. |            | Kaple sv. Prokopa              | Pochvalov   | bližší informace o bohoslužbách | 50°13′43″ s. š., 13°47′41″ v. d. | kaple           | 12098/2-4216 (Pk•MIS•Sez•Obr•WD) |
| Některé drobné sakrální stavby a pamětihodnosti lze dohledat zde v databázi Drobné sakrální památky Zaniklé sakrální stavby lze dohledat zde v databázi Poškozené a zničené kostely, kaple a synagogy v České republice |            |                                |             |                                 |                                  |                 |                                  |

Ve farnosti se mohou nacházet i další drobné sakrální stavby, místa římskokatolického kultu a pamětihodnosti, které neobsahuje tato tabulka.

## Příslušnost k farnímu obvodu
Z důvodu efektivity duchovní správy byl vytvořen farní obvod (kolatura) farnosti – děkanství Louny, jehož součástí je i farnost Dolní Ročov, která je tak spravována excurrendo.